# 本港台電視節目列表 (1990年代)
本列表列出1990年代由香港亞洲電視本港台所播放的節目（只限綜藝及資訊節目）。

## 播映日期待查
- 唱談梨園（Stars of Cantonese Opera；由盧希萊主持）

## 1990年
- 大漠嘯西風（Westwinds Over Mongolia）
- 開心繼續笑（Fun After Fun）

## 1991年
- 向每顆星致敬（Salute to the Stars）
- 一家大細顯神通（Family Game）
- 香港蠱惑檔案（The Hong Kong Book of Tricks）
- 香港冇問題！（Fun Making Agency）
- 香港奇案（Hong Kong Classified Cases；由盧希萊和金興賢主持）
- 午夜真情（Midnight Caller）
- 香港乜都有

## 1992年
- 大地的變遷（Change in Our Land）
- 許鞍華數風流人物（Ann Hui with the Famous）

## 1993年
- 香港愛情檔案（Hong Kong Love Files）
- 放縱10點半（Unbounded）
- 乜都話你知（Anything You Want to Know；由沈殿霞、雪梨和鄧浩光主持）
- 澳門乜都有（Macau Has It All）
- 台灣乜都有（Taiwan Has It All）
- 泰國乜都有（Thailand Has It All）
- 中國乜都有（China Has It All）
- 南京乜都有（Nanking Has It All）
- 美國乜都有（America Has It All）

## 1994年
- 日本乜都有（Japan Has It All）
- 韓國乜都有（Korea Has It All）
- 菲律賓乜都有（Philippines Has It All）
- 新加坡乜都有（Singapore Has It All）
- 馬來西亞乜都有（Malaysia Has It All）
- 越南乜都有（Vietnam Has It All）

## 1995年
- 真係乜都有（Just Wanna Have Fun）

## 1997年
- 星空下的傾情（Life on Screen）

## 1998年
- 米飯料理天王（由甄文達、方任利莎主持）
- 尋找他鄉的故事
- 香港街道縱橫遊（Hong Kong Streets Guide）